# Philip Pullman
Sir Philip Pullman (Norwich, 1946. október 19. –) brit író, Az Úr sötét anyagai trilógia szerzője, Astrid Lindgren-emlékdíjas.

### Magyarul megjelent művei
- Északi fény; fordította: Borbás Mária; Magyar Könyvklub, Budapest, 1997
  - (Az arany iránytű címen is)
- Rubin és füst; fordította: Jász István; Geopen, Budapest, 2001
- A tűzijáték gyermeke, avagy A három ajándék; fordította: Merkl Ottó; Passage, Budapest, 2002
- A tökéletes óramű, avagy Minden(ki) működésre kész; fordította: Merkl Ottó; Passage, Budapest, 2002
- A titokzatos kés; fordította: Borbás Mária; Magyar Könyvklub, Budapest, 2002
- Tigris a kútban; fordította: Jász István; Geopen, Budapest, 2002
- Árny északon; fordította: Jász István; Geopen, Budapest, 2002
- Karlstein gróf; fordította: Borbás Mária; Magyar Könyvklub, Budapest, 2003
- A borostyán látcső; fordította: N. Kiss Zsuzsa; Magyar Könyvklub, Budapest, 2003
- Külvárosi királynő; fordította: Jász István; Geopen, Budapest, 2003
- Roger titka; fordította: F. Nagy Piroska; Magyar Könyvklub, Budapest, 2004
- Ménkű és a viaszrém. A Városszéli banda kalandjai; fordította: Fedina Lídia; Alexandra, Pécs, 2007
- A nagy rablás. A Városszéli banda kalandjai; fordította: Fedina Lídia; Alexandra, Pécs, 2007
- Árny északon; fordította: Jász István; 2. jav. kiad.; Alexandra, Pécs, 2008
- Rubin és füst; fordította: Jász István; 2. jav. kiad.; Alexandra, Pécs, 2008
- Jack és a madárijesztő; fordította: Fedina Lídia; Alexandra, Pécs, 2008
- Tigris a kútban; fordította: Jász István; 2. jav. kiad.; Alexandra, Pécs, 2009
- A por könyve. La belle sauvage; fordította: Borbás Mária; Ciceró, Budapest, 2017
- Az arany iránytű. Északi fény trilógia 1.; fordította: Borbás Mária; Ciceró, Budapest, 2017
  - (Északi fény címen is)
- A titokzatos kés. Északi fény trilógia 2.; fordította: Borbás Mária; Ciceró, Budapest, 2017
- A borostyán látcső. Északi fény trilógia 3.; fordította: Kiss Zsuzsa; Ciceró, Budapest, 2017
- A por könyve 2. A titkos birodalom; ford. Kleinheincz Csilla; Ciceró, Budapest, 2020